# Прирічний сільський округ (Житікаринський район)
Прирі́чний сільський округ (каз. Приречный ауылдық округі, рос. Приречный сельский округ) — адміністративна одиниця у складі Житікаринського району Костанайської області Казахстану. Адміністративний центр та єдиний населений пункт — село Прирічне.
Населення — 362 особи (2021; 1215 у 2009, 792 у 1999, 1358 у 1989).
Станом на 1989 рік існувала Червоноармійська сільська рада (селища Підгорний, Прирічний), станом на 1999 рік — Прирічна сільська адміністрація, станом на 2009 рік — Прирічний сільський округ.

## Склад
До складу округу входять такі населені пункти:
| Населений пункт   | Старі назви | Населення, осіб (1989) | Населення, осіб (1999) | Населення, осіб (2009) | Населення, осіб (2021) |
| ----------------- | ----------- | ---------------------- | ---------------------- | ---------------------- | ---------------------- |
| Підгорний, селище | -           | 14                     | -                      | -                      | -                      |
| Прирічне, село    | Прирічний   | 1344                   | 792                    | 1215                   | 362                    |